# سومی جو

سومی جو، (조수미 ; تلفظ کره‌ای: [tɕo su.mi] ; زاده ۲۲ نوامبر ۱۹۶۲) یک خوانندهٔ سوپرانوی کولوراتور و برنده جایزه گرمی اهل کره جنوبی است.‌
‌‌ ‌ ‌
‌
‌
قطعه ی 'خاطرات عشق' (Memories Of Love) که در سریال افسانه ی جومونگ پخش شد در "ایران" بسیار مورد استقبال مخاطبین قرار گرفت.